# Füsilier-Regiment „Kaiser Franz Josef von Österreich, König von Ungarn“ (4. Württembergisches) Nr. 122
Das Füsilier-Regiment „Kaiser Franz Josef von Österreich, König von Ungarn“ (4. Württembergisches) Nr. 122 war ein von 1806 bis 1919 bestehender Verband des württembergischen Heeres.

## Geschichte

### Name
Am 15. Mai 1807 wurde das Regiment aus dem Füsilier-Bataillon von Etzdorff durch Aufstellung eines zweiten Bataillons aus den 5. Kompanien der Musketier-Bataillone von Lilienberg und von Seckendorff gebildet. Am 17. September 1809 wurde es in Füsilier-Regiment „von Koseritz“, am 17. Mai 1811 in Infanterie-Regiment Nr. 7 umbenannt, am 13. Oktober 1813 in Infanterie-Regiment Nr. 8. Mit der Militärreform 1817 hieß es ab 31. März 1817 4. Infanterie-Regiment.
Nach Abschluss der Militärkonvention mit dem Norddeutschen Bund vom 21./25. November 1870 erhielt es wie alle württembergischen Truppenteile zur Unterscheidung von Truppenteilen anderer deutscher Staaten am 2. Oktober 1871 den entsprechenden Zusatz 4. Württembergisches Infanterie-Regiment. Am 18. Dezember 1871 erhielten alle württembergischen Regimenter zusätzliche Nummern. Diese entsprachen der fortlaufenden Nummerierung aller Regimenter des deutschen Bundesheeres, unabhängig von ihrer Zugehörigkeit zu einem der Kontingente. Das Regiment erhielt die Nummer 122 und wurde damit zum 4. Württembergisches Infanterie-Regiment Nr. 122. Alle Truppenteile erhielten am 14. Dezember 1874 die endgültige Schreibweise und Nummerierung: Infanterieregiment (4. Württembergisches) Nr. 122. Nach der Ernennung eines Chefs am 9. Januar 1892 hieß es 4. Württembergisches Infanterie-Regiment Nr. 122 „Kaiser Franz Joseph von Oesterreich, König von Ungarn“ und erhielt am 10. November 1906 in Angleichung an seinen Gründungsnamen die Bezeichnung Füsilier-Regiment „Kaiser Franz Joseph v. Österreich, König v. Ungarn“ (4. Württembergisches) Nr. 122.
Am 30. April 1919 wurde das Regiment aufgelöst.

Das Offizierskorps des 4. württembergischen Füsilier-Regiments Nr. 122 „Kaiser Franz Josef von Österreich, König von Ungarn“; ca. 1908

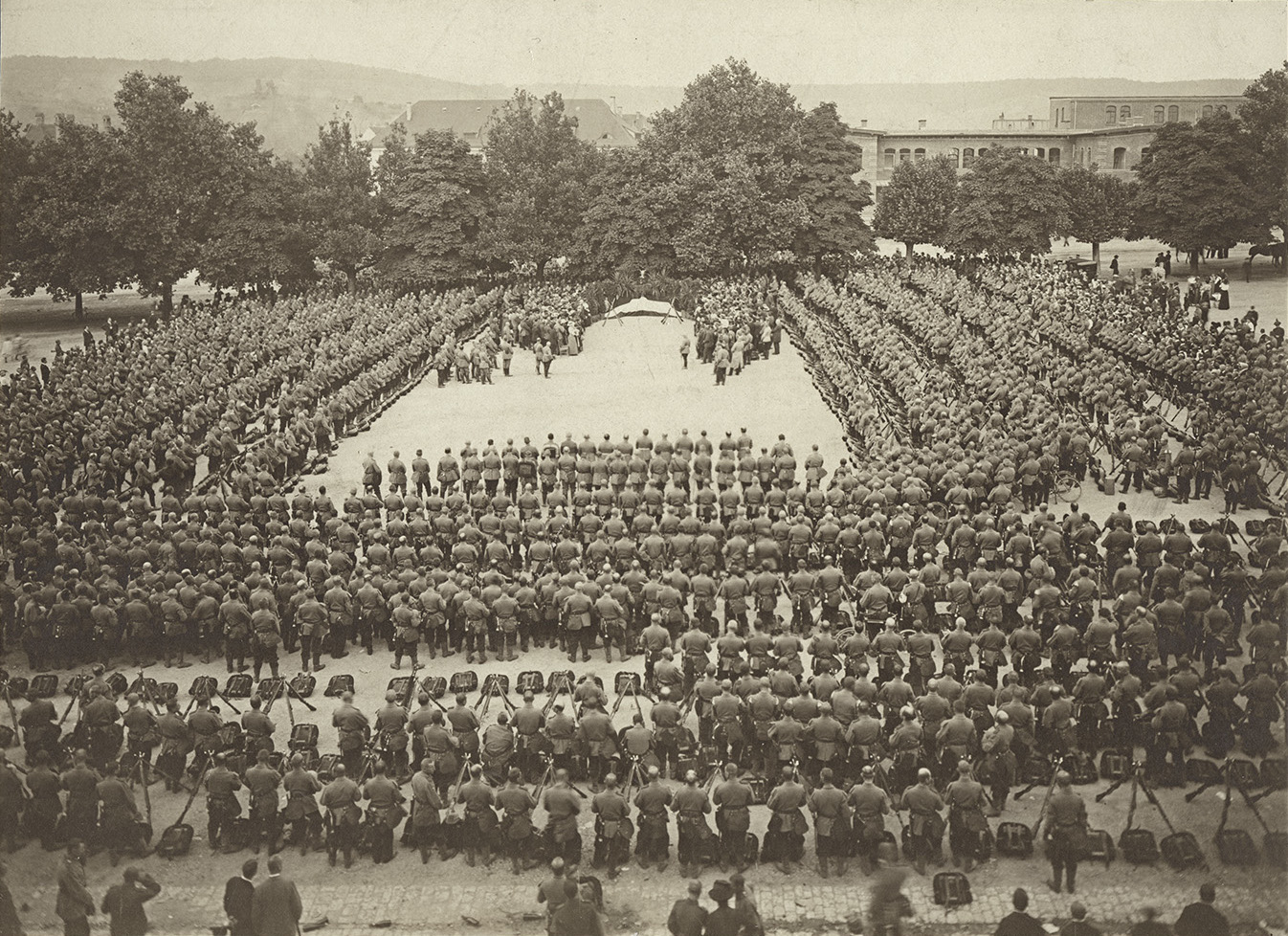
Feldgottesdienst auf dem Hof der Heilbronner Kaserne vor dem Ausmarsch im August 1914

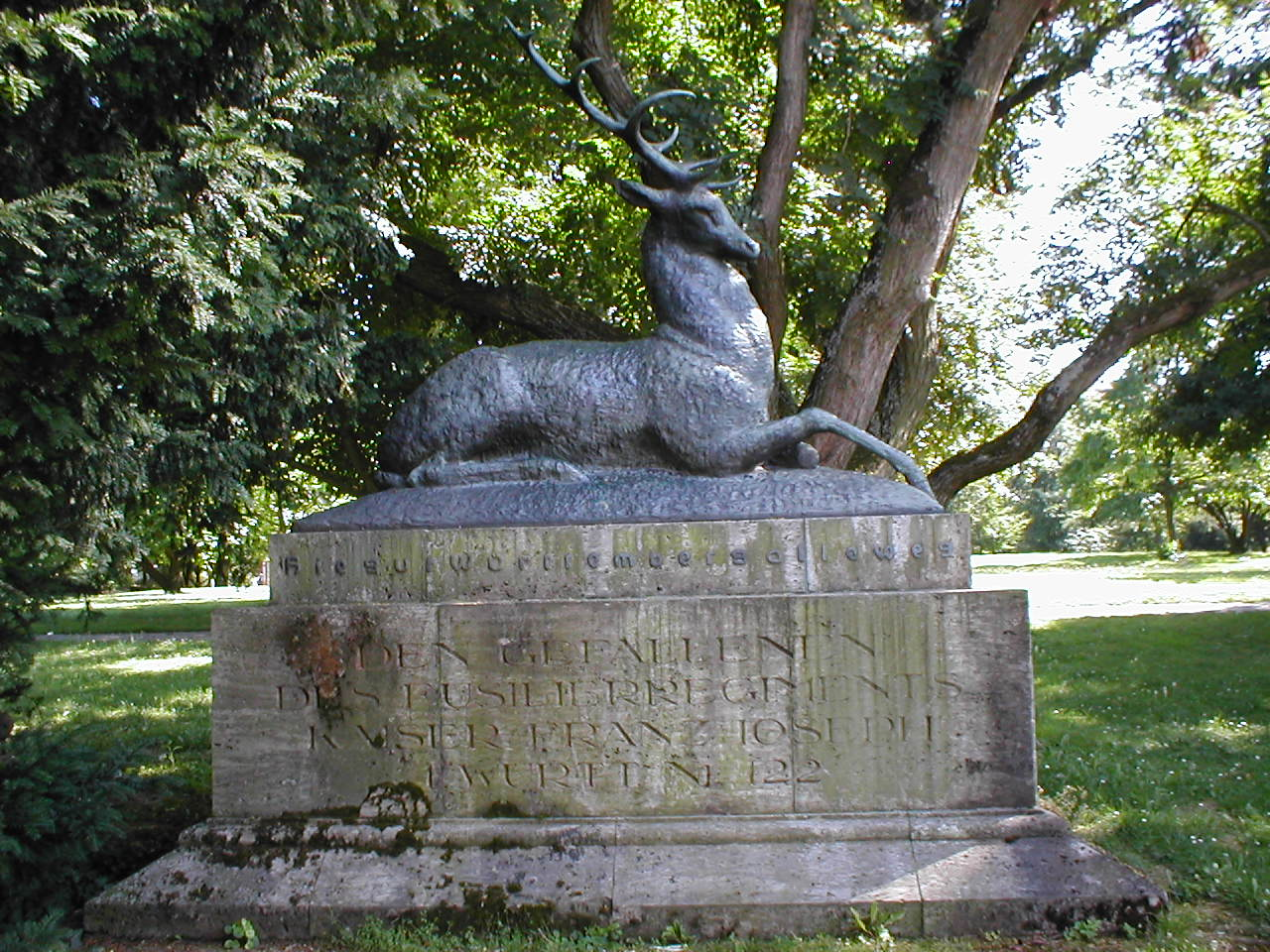
Denkmal des Regiments auf dem Friedensplatz in Heilbronn

Die Tradition des Regiments übernahmen in der Reichswehr die 5. und 7. Kompanie des 13. (Württ.) Infanterie-Regiments.

### Garnisonen
- 1806 Hohenasperg
- 1807 Gundelsheim
- 1809 Schloss Horneck
- 1810 Stockach
- 1810 Crailsheim, Hall
- 1813 Hohenasperg
- 1815 Besatzung in Frankreich
- 1818 Heilbronn
- 1833 Stuttgart[A 2]
- 1852 Ludwigsburg
- 1866 Ulm
- 1871 I. Bataillon Ulm, II. Bataillon Mergentheim
- 1872 I. Bataillon Ludwigsburg, II. Bataillon Mergentheim
- 1873 III. (Füsilier-)Bataillon Ludwigsburg
- 1879 Hohenasperg
- 1883 Ludwigsburg
- 1890 Gmünd
- 1897 Heilbronn
- 1893–1895 IV. Bataillon Gmünd
- 1897 Heilbronn
- 1914 II. Bataillon Mergentheim

### Teilnahme an Kriegen
- 1806/07 auf Seiten Frankreichs gegen Preußen, Stärke 39 Offiziere, 133 Unteroffiziere und 1.268 Mann in 2 Grenadier- und 6 Füsilier-Kompanien. Das Regiment nahm an keinen Kampfhandlungen teilt und war Besatzung in Glogau.
- 1809 auf Seiten Frankreichs gegen Österreich in der Division Vandamme. Stärke 31 Offiziere und rund 1.419 Mann. Das Regiment kämpfte bei Linz und Traismauer.
- 1812 auf Seiten Frankreichs gegen Russland im Armeekorps Ney, Stärke 33 Offiziere und rund 1.400 Mann. Das Regiment rückte bereits am 6. April 1811 aus als Besatzung von Danzig und war Anfang 1812 Besatzung in Königsberg.
Nach der Schlacht von Borodino wurden die Reste der württembergischen Infanterie in drei Bataillonen formiert. Nach der Schlacht bei Borissow am 22. November 1812 war das Regiment noch rund 100 Mann stark, nur 53 Mann kamen aus Russland zurück. Alle Fahnen wurden jedoch zurückgebracht.
- 1813 auf Seiten Frankreichs gegen Russland/Preußen im III. Armeekorps Reynier, Stärke 30 Offiziere und 1.175 Mann. Einsatz u. a. in Bautzen, Groß-Rosen, Jüterbog und Euper. Nach der Schlacht bei Dennewitz wurden die Reste der württembergischen Infanterie, das Regiment noch 1 Offizier und 70 Mann stark, in drei Bataillonen formiert. Das Regiment kam in der Völkerschlacht bei Leipzig nicht zum Einsatz und marschierte nach Württemberg zurück. Alle Fahnen wurden zurückgebracht.
- 1814 im Krieg gegen Frankreich mit der Hauptarmee (württembergisches Korps im IV. Korps), Stärke 14 Offiziere und 716 Mann. Das Regiment wurde zunächst als II. Bataillon dem Leichten Infanterie-Regiment Nr. 10 zugeteilt, nahm an der Schlacht bei Paris aber wieder als selbständiges Regiment teil.
- 1815 gegen Frankreich in der 4. Armee „von Schwarzenberg“, Stärke rund 1.400 Mann. Das Regiment blieb bis 1818 im Elsass.
- 1849 bei der Unterdrückung der Badischen Revolution war das I. Bataillon des Regiments (13 Offiziere, 558 Mann) mit dem II. Bataillon des Infanterie-Regiments Nr. 4 als Kombiniertes Infanterie-Regiment von Reinhardt im preußischen Armee-Korps von Peuker bei Käfertal und Gernsbach eingesetzt
- 1866 im Deutschen Krieg bildeten 10 Kompanien des Regiments die Besatzung der Bundesfestung Ulm
- 1870/71 gegen Frankreich. Das I. Bataillon stellte Besatzungen in Ulm, Stuttgart, Hagenau, Zabern, Baccarat, Épinal, Saarburg i. L. sowie Straßburg und versah Etappendienste
- 1900 am zweiten internationalen Expeditionskorps in China nahmen 9 Unteroffiziere und 81 Mann teil.
- 1904/06 am Kampf gegen die Herero nahmen 3 Offiziere, 10 Unteroffiziere und 57 Mann des Regiments teil. Verluste: 2 Gefallene, 1 Verwundeter, 6 Verstorbene.
- Im Ersten Weltkrieg kämpfte das Regiment zunächst innerhalb der 26. Division (1. Königlich Württembergische) an verschiedenen Fronten.

Das XIII. Armee-Korps kämpfte zunächst in den Argonnen.
Ab 1. Dezember 1914 bildeten die 26. (württ.) Infanterie-Division und die 25. (hessische) Reserve-Division (mit unterstelltem württ. Feldartillerie-Regiment 13) das „XIII. Korps Fabeck“ bei der 9. Armee (Mackensen) in Polen, das bei Kozlow an die Bzura vorstieß. Im März 1915 wurde das XIII. Korps der 12. Armee Gallwitz unterstellt und nach Norden nach Przasnysz verlegt.
Am 17. Mai 1915 kam das Regiment zur 209. Infanterie-Brigade der neu aufgestellten 105. Infanterie-Division und übernahm den Grenzschutz im Raum Belgrad. Während der Großoffensive im Osten ab Juni stieß das Regiment (verstärkt durch die 4. Landwehr-Eskadron XIII) bis Juli in den Raum nördlich Brest-Litowsk vor. Danach wurde die Division nach Süden verlegt und wurde ab 6. Oktober bei der Offensive gegen Serbien im Korps v. Winckler der 3. österr.-ungar. Armee (v. Köveß) eingesetzt, das Regiment erreichte dabei unter ständigem Kampf Veles und war ab 13. November bis 18. Juni 1916 zum Schutz der Bahnlinien und der Grenze zu Griechenland zwischen Vardar und Dojransee eingesetzt.
Im Juni 1916 verlegte das Regiment im Bahntransport nach Galizien zum deutsch-österreichisch-ungarischen Korps Graf Bothmer und wurde während der Zweiten Brussilow-Offensive in Abwehrkämpfen bei Karolówka (Burgau) am 7. August (nur noch insgesamt 450 Mann) und bei Byszow Anfang September beinahe aufgerieben. Danach wurde es im September nach Kurland an die Düna verlegt und blieb vom 15. September bis 15. Februar 1917 bei Jakobstadt in einer ruhigen Stellung (durch Ersatz wieder eine Stärke von 77 Offizieren, 2.863 Mann und 380 Pferde).
Im Februar 1917 wurde das Regiment an die Westfront verlegt, in Lothringen für den Stellungskrieg ausgebildet, von April bis Mai erst als Eingreif-Regiment, dann in Stellungen an der Aisne und ab September vor Verdun eingesetzt.
1918 kämpfte war das Regiment im Frühjahr in der „Operation Michael“, im August an der Somme, im September in Flandern, ab Oktober wieder in Nordfrankreich (Maubeuge). In den Rückzugskämpfen ging sie auf die Antwerpen-Maas-Stellung zurück.
Nach dem Waffenstillstand von Compiègne erfolgte der Rückmarsch über Spa, Siegburg und Ferndorf in den Raum Waldeck (Ankunft 5. Dezember). Von dort erreichte das Regiment wieder im Fußmarsch ab 15. Dezember über Kissingen und Mergentheim (1. Januar 1919), am 4. Januar 1919 seine Friedensgarnison in Heilbronn.
Zum Regiment gehörten während des Krieges rund 19.000 Mann. Die Gesamtverluste betrugen 3.510 Gefallene, 436 Vermisste, 8.774 Verwundete und 1.933 Gefangene.

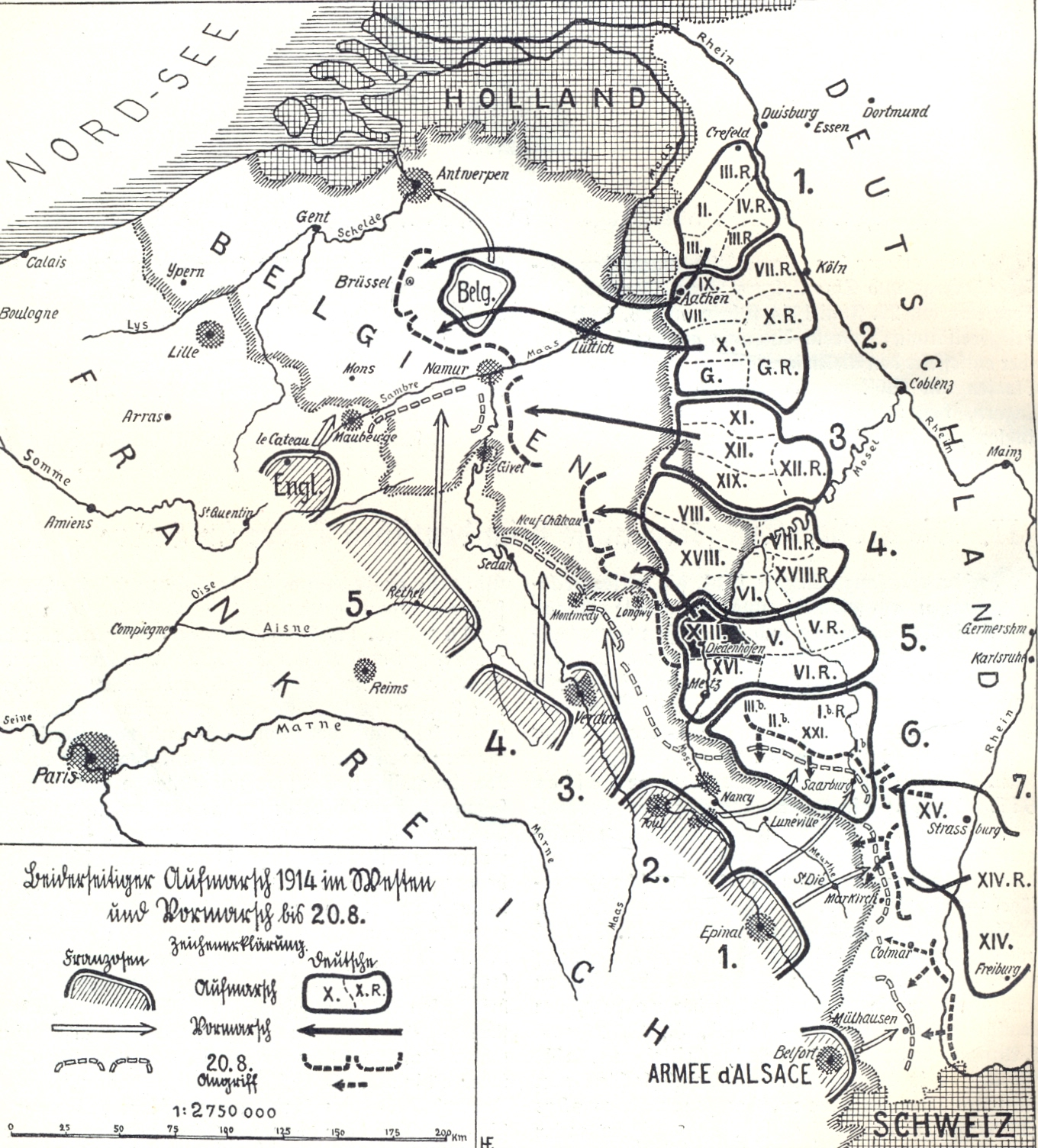
Aufmarsch im Westen
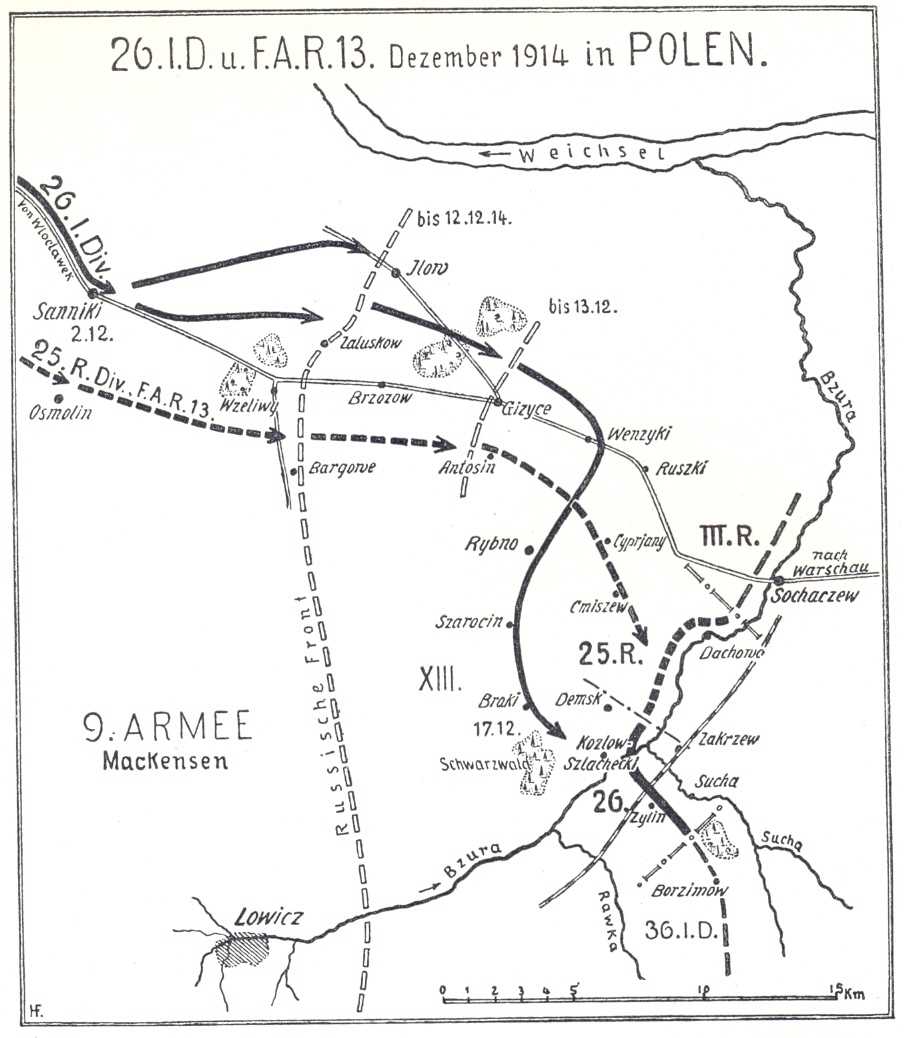
26. Inf.-Div. und FArt-Regt. 13 in Polen 1914
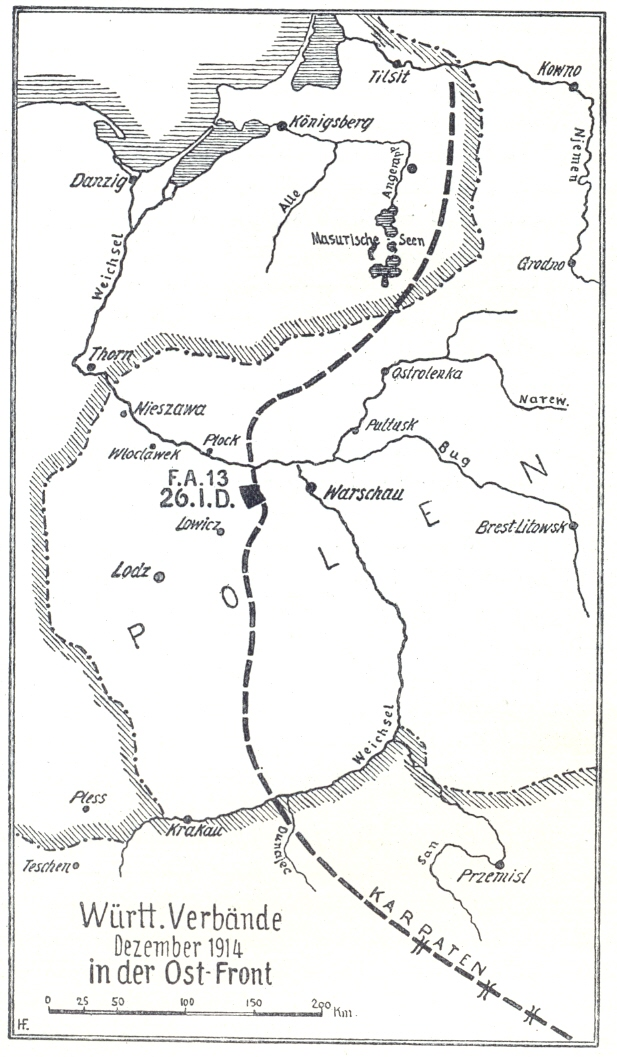
Württ. Verbände an der Ostfront Ende 1914
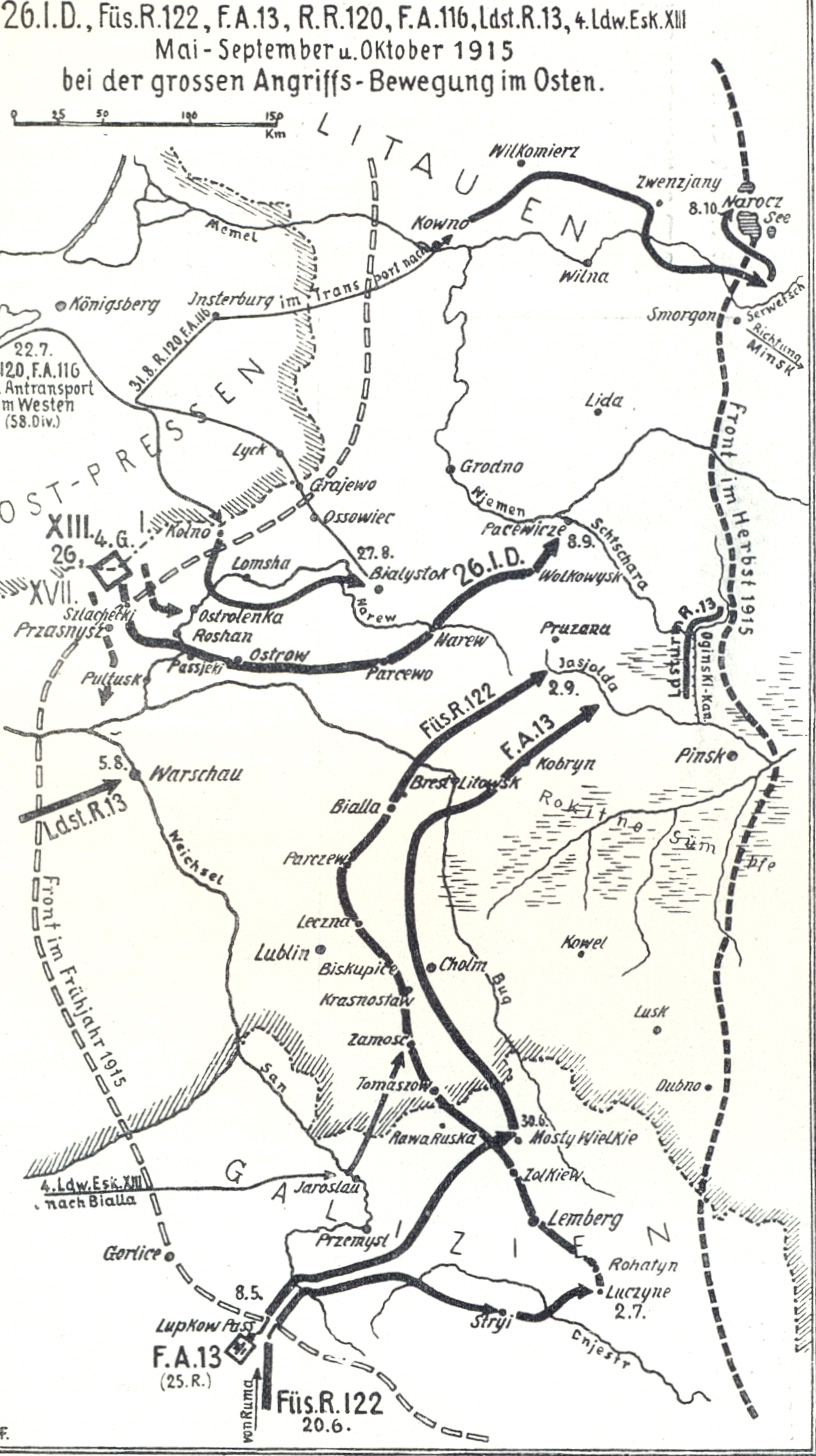
An der Ostfront 1915
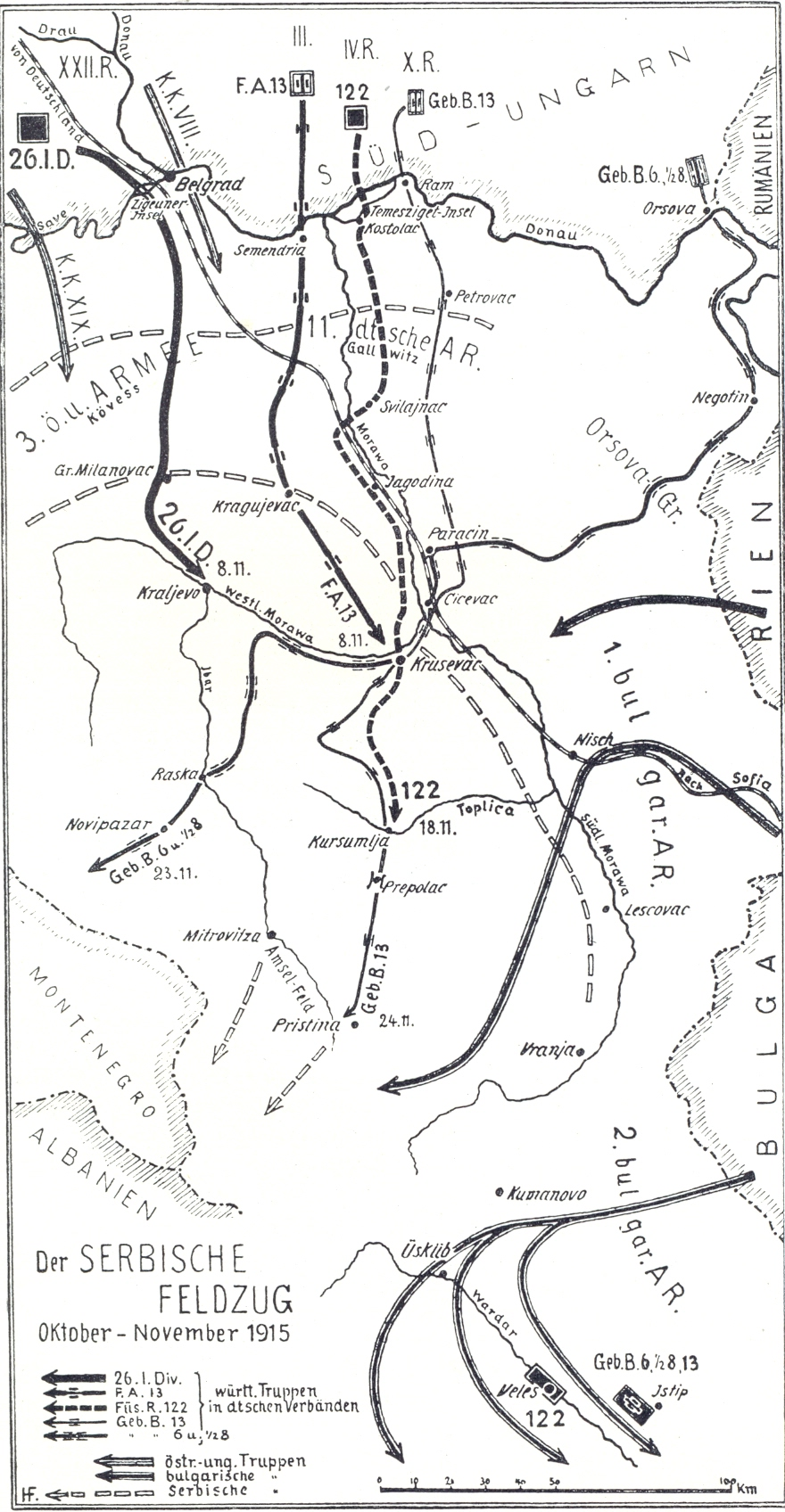
In Serbien 1915
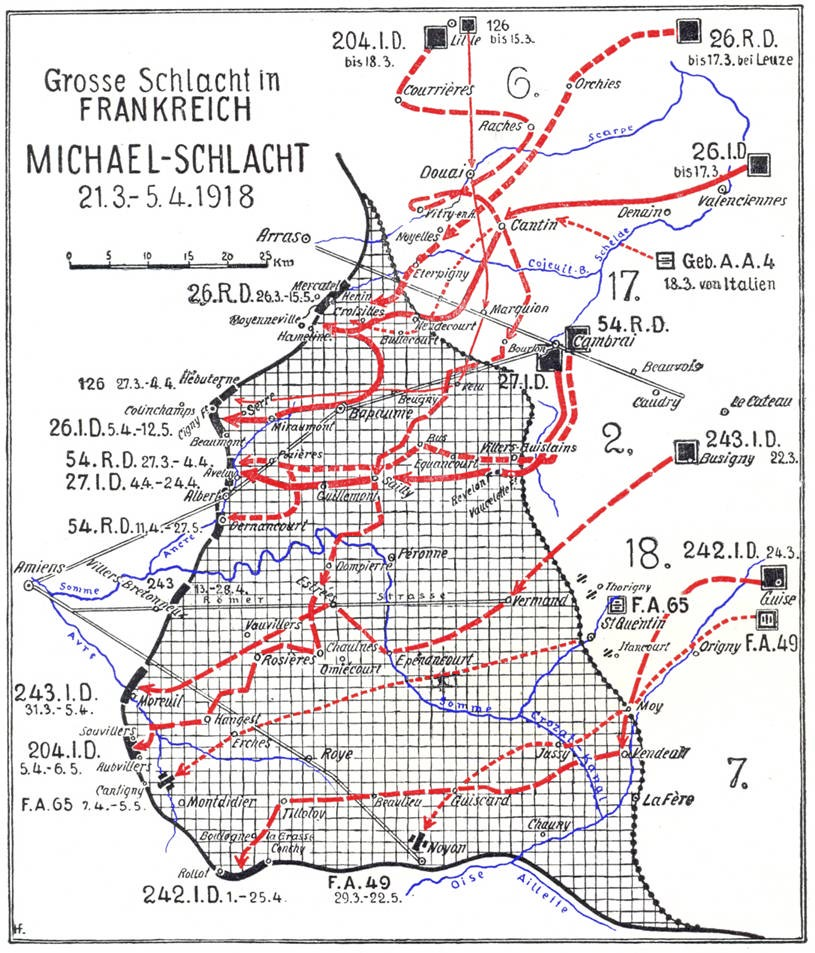
Operation Michael 1918
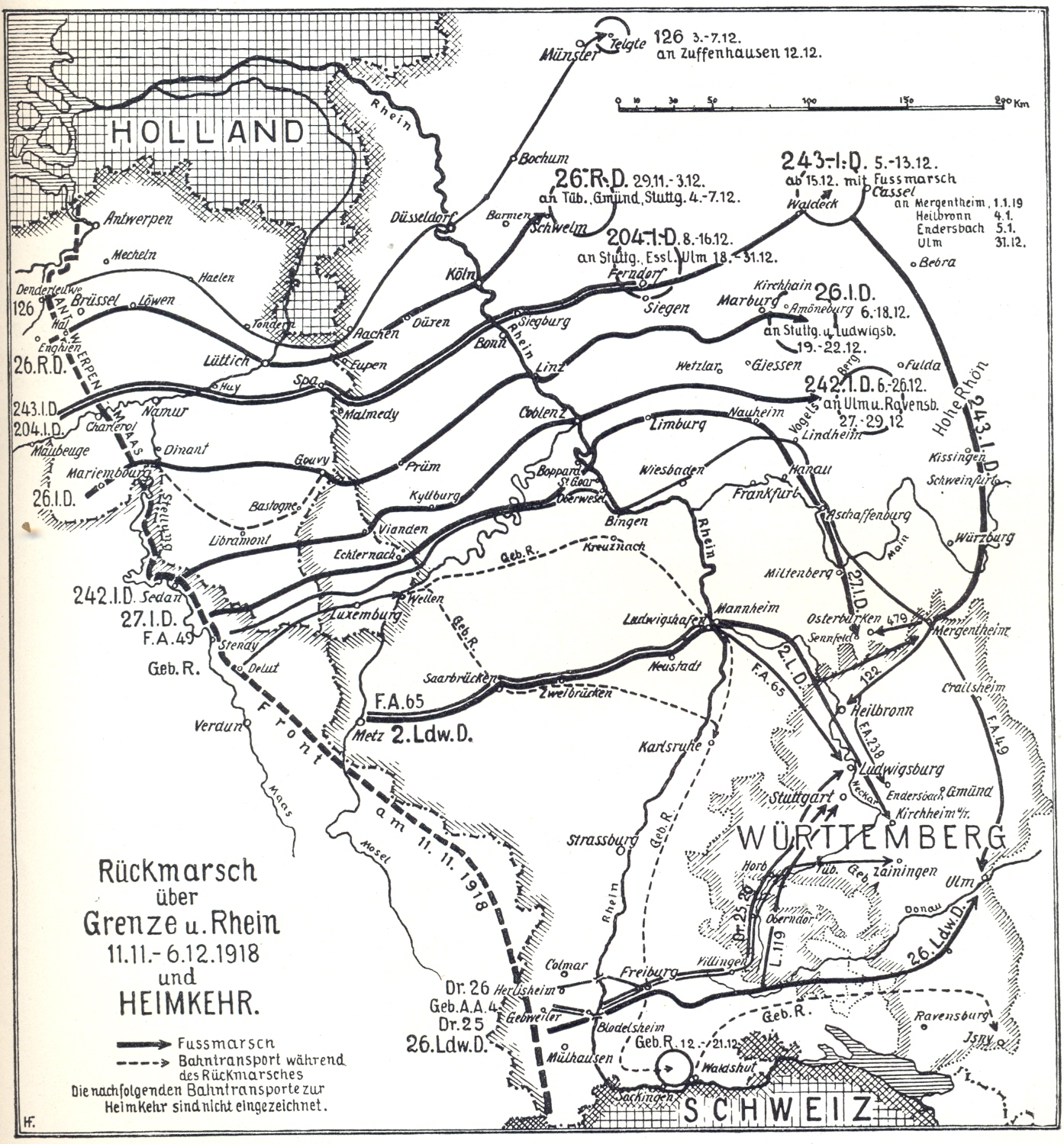
Rückmarsch 1918

## Auftrag
Das Regiment hatte den Auftrag, den infanteristischen Feuerkampf zu führen. Im Frieden wurden die Soldaten hierzu an entsprechenden Waffen sowie als Krankenträger ausgebildet.

## Organisation

### Verbandszugehörigkeit
Bis 1816 gab es in Württemberg im Frieden keine Großverbände. Solche wurden nur für einzelne Feldzüge zusammengestellt.
Mit der grundlegenden Neuorganisation 1817 wurde das württembergische Heer erstmals auch im Frieden in Großverbände gegliedert. Das Regiment bildete zusammen mit dem 4. Infanterie-Regiment die 2. Brigade in der 1. Division. Im Juli 1849 wurde wieder eine Neugliederung des württembergischen Heeres befohlen. Die Infanterie wurde in nur einer Division (ohne Nummer) zusammengefasst.
Von 1871 bis 1914 gehörte das Regiment zur 52. Infanterie-Brigade (2. Königlich Württembergische) in Ludwigsburg, 26. Division (1. Königlich Württembergische), XIII. (Königlich Württembergisches) Armee-Korps.
Während des Ersten Weltkriegs blieb das Regiment zunächst bei der 27. Division.
Im Mai 1915 kam es zur 209. Infanterie-Brigade der neu aufgestellten preußischen 105. Infanterie-Division, wurde vom 23. Februar 1916 der 101. Infanterie-Brigade in der 101. Infanterie-Division unterstellt und kam am 14. Juli 1916 wieder zur 105. Infanterie-Division. Während der Abwehrgefechte bei Korolówka war das Regiment kurzfristig vom 29. Juli bis 10. August direkt der 6. k.u.k. Kavallerie-Truppen-Division unterstellt.
Ab 22. Februar 1917 war das Regiment der 247. Infanterie-Brigade in der 8. Württembergischen Ersatz-Division, ab 1. April 1917 243. (Württembergische) Infanterie-Division, unterstellt.

### Gliederung
Bis 1871 bestand das Regiment aus zwei Bataillonen.
1813 wurde das Regiment mit zwei Bataillonen zu je 4 Kompanien aus den 55 Rückkehrern des Russlandfeldzugs, Rekruten und dem II. Bataillon des Infanterie-Regiments Nr. 8 neu aufgestellt.
1814 im gegen Frankreich wurde das Regiment mit einer Stärke 14 Offiziere und 716 Mann zunächst als II. Bataillon dem Leichten Infanterie-Regiment Nr. 10 zugeteilt und am 15. März 1814 durch Mannschaften des ’’Land-Regiment Nr. 10’’ (Landmiliz) als II. Bataillon wieder selbständig.
Am 1. Oktober 1872 kam das dritte (Füsilier-)Bataillon (aufgestellt, und zwar 1./Grenadier-Regiment „Königin Olga“ (1. Württembergisches) Nr. 119, 3./Infanterie-Regiment „Alt-Württemberg“ (3. Württembergisches) Nr. 121 und 2./7. Württembergisches Infanterie-Regiment Nr. 125, eine Kompanie aus dem Regiment) dazu, am 2. Oktober 1893 wurde das IV. Bataillon als Halb-Bataillon aufgestellt.

#### Abgaben
- 1859 kam eine Kompanie zum neu aufgestellten 1. Jäger-Bataillon
- 1865 wurden 2 Offiziere und 48 Unteroffiziere und Mannschaften zur Aufstellung des 3. Jäger-Bataillons abgegeben.
- Am 1. November 1873 wurde die 2. Kompanie zur Aufstellung des Füsilier-Bataillons des Infanterie-Regiments „Alt-Württemberg“ (3. Württembergisches) Nr. 121 abgegeben.

Alle diese Abgaben wurden aus dem Regiment wieder aufgestellt.
- Am 1. April wurde das IV. (Halb-)Bataillon an das 10. Württembergische Infanterie-Regiment Nr. 180 abgegeben.

### Regimentschefs
Regimentsinhaber:
- 15. Mai 1807 Generalleutnant Franz Maximilian von Neubronn
- 19. September 1809 Generalleutnant Ludwig Wilhelm von Koseritz
- 19. Dezember 1864 Generalleutnant Moriz von Miller

Regimentschefs:
- 09. Januar 1892 Kaiser Franz Joseph I.
- 22. Dezember 1916 Kaiser Karl I. von Österreich

### Kommandeure
| Nr. | Dienstgrad            | Name                                     | Beginn der Berufung                  |
| --- | --------------------- | ---------------------------------------- | ------------------------------------ |
| 01. | Oberst                | Franz Karl Friedrich August von Etzdorff | 10. November 1806                    |
| 02. | Oberst                | Heinrich Konstantin von Dernbach         | 26. Februar 1809                     |
| 03. | Oberst                | Fidelis von Breitenfeld                  | 1808                                 |
| 04. | Oberst                | Karl von Lalance                         | 06. April 1811                       |
| 05. | Oberst                | Franz Xaver von Spitzemberg              | 26. Februar 1813                     |
| 06. | Oberst                | Ernst Kechler von Schwandorf             | 09. Juli 1813                        |
| 07. | Oberst                | Johann Karl Kechler von Schwandorf       | 09. November 1813                    |
| 0   | Major                 | von Bequignol                            | 1813 (Führer)                        |
| 08. | Major                 | Ludwig August von Wucherer               | 27. Januar 1814                      |
| 09. | Oberstleutnant/Oberst | Ludwig Friedrich von Berndes             | 22. März 1814                        |
| 10. | Oberst                | Karl Benjamin von Seeger                 | 23. Februar 1817                     |
| 11. | Oberst                | Karl Eugen von Imhoff-Hohenstein         | 31. Dezember 1819                    |
| 12. | Oberst                | Karl von Löffler                         | 04. Oktober 1830                     |
| 13. | Oberst                | Friedrich von Hügel                      | 22. Dezember 1834                    |
| 14. | Oberst                | Karl von der Osten                       | 20. Mai 1844                         |
| 15. | Oberst                | Otto von Moser                           | 12. November 1849                    |
| 16. | Oberst                | Gustav von Brandenstein                  | 24. Oktober 1853                     |
| 17. | Oberst                | Karl von Baumbach                        | 20. Oktober 1859                     |
| 18. | Oberst                | Eduard von Burghardt                     | 09. April 1866                       |
| 19. | Oberst                | Adolf von Hügel                          | 20. Juli 1870                        |
| 20. | Oberstleutnant/Oberst | Gustav von Brandenstein                  | 21. Juni 1873                        |
| 21. | Oberstleutnant/Oberst | Ernst Pergler von Perglas                | 06. Juli 1874                        |
| 22. | Oberst                | August von Reinhardt                     | 26. März 1881                        |
| 23. | Oberst                | Franz von Roell                          | 21. Mai 1884                         |
| 24. | Oberstleutnant/Oberst | Georg Wilhelm Seutter von Lötzen         | 18. März 1887                        |
| 25. | Oberst                | Wilhelm von Schmidt                      | 24. Juli 1890                        |
| 26. | Oberst                | Ernst Balan                              | 21. April 1893                       |
| 27. | Oberst                | Richard von Hardegg                      | 16. Juni 1896                        |
| 28. | Oberst                | Theodor Kretzschmer                      | 03. Juli 1899                        |
| 29. | Oberst                | Ernst von Gerstein-Hohenstein            | 17. Mai 1902                         |
| 30. | Oberst                | Hermann von Oßwald                       | 10. April 1906 bis zum 17. Juni 1908 |
| 31. | Oberst                | Karl von Gagstetter                      | 18. Juni 1908                        |
| 32. | Oberst                | Heinrich Busse                           | 16. Juni 1911                        |
| 33. | Oberst                | Fritz von Triebig                        | 01. April 1914                       |
| 33. | Oberst                | Armand von Alberti                       | 26. Dezember 1915                    |
| 0   | Major                 | Bünger Reich                             | im Krieg 1914–1918 (Führer)          |

## Bewaffnung und Ausrüstung

### Hauptbewaffnung
1831 wurden Gewehre mit Perkussionsschloss eingeführt, 1851 das Miniégewehr, ab 1898 der Karabiner 98. Zu Beginn des Ersten Weltkrieges hatte jedes Infanterie-Regiment sechs schwere Maschinengewehre, Ende 1917 36 schwere und 72 leichte Maschinengewehre.

### Uniform

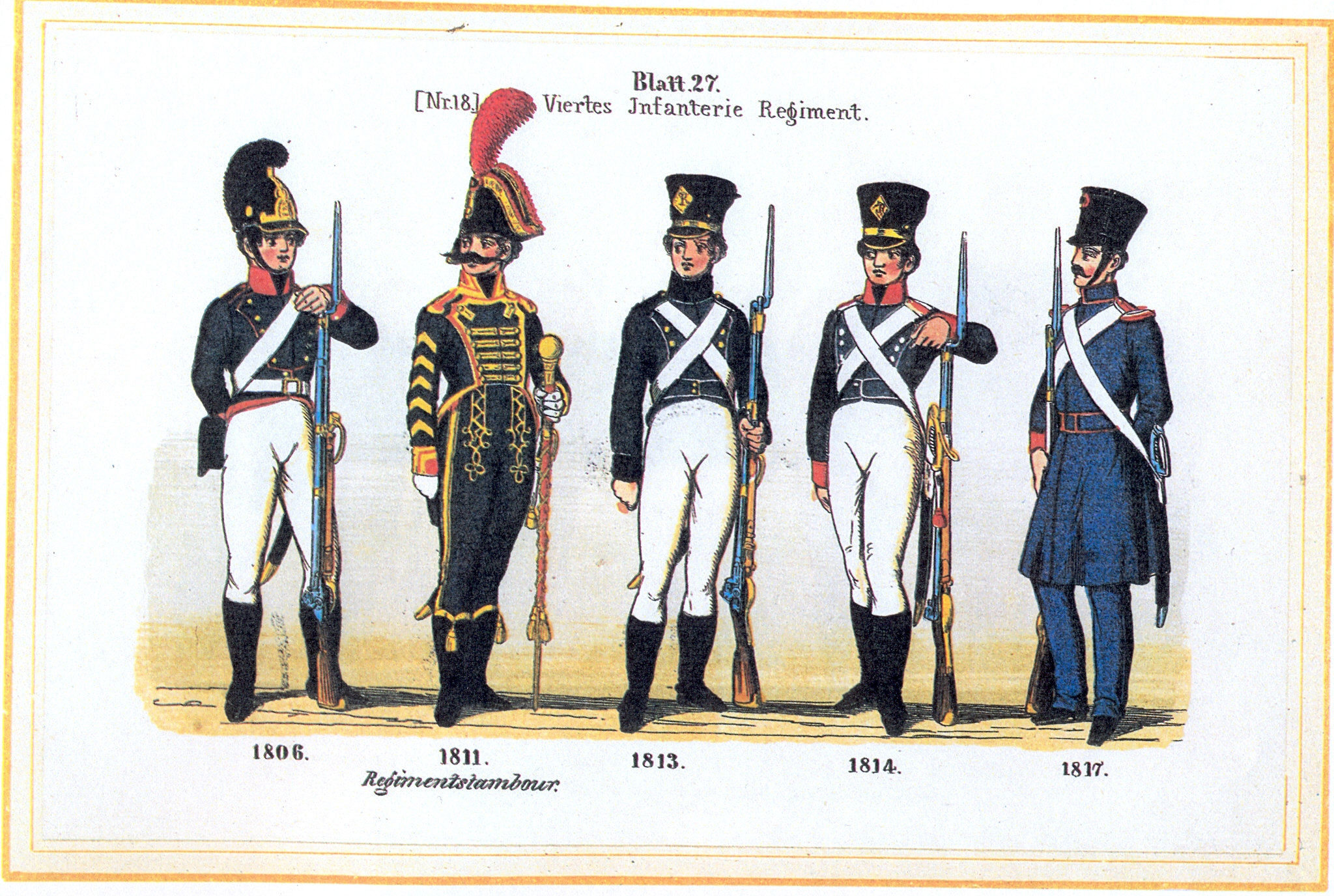
Uniformen 1806 bis 1817

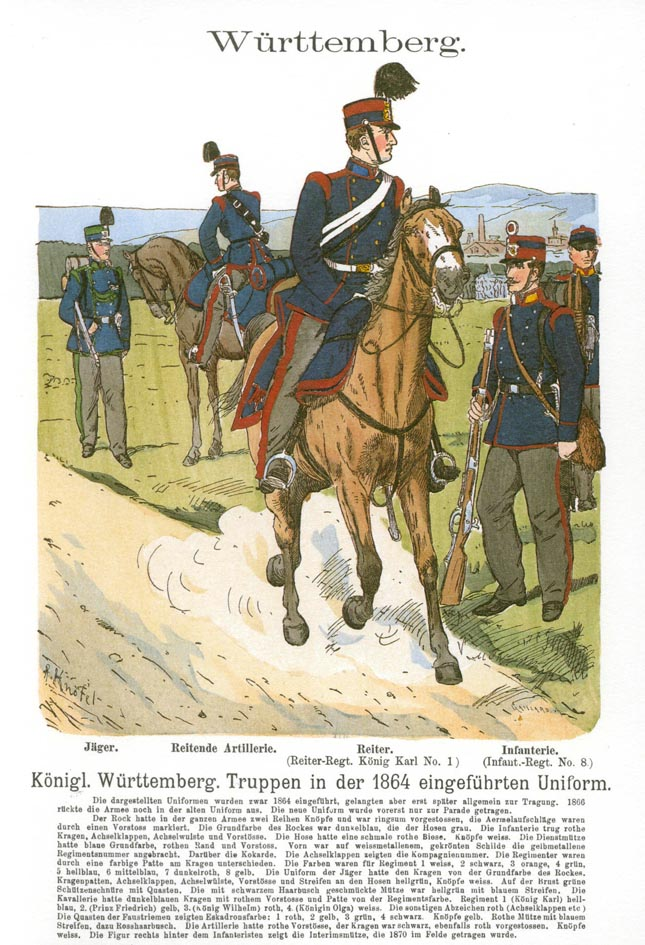
Uniformen ab 1864

- 1806 Dunkelblauer Frack mit zwei Reihen gelber Knöpfe, roten Biesen an Rabatten und Achselklappen, hohem roten Kragen und roten schwedischen Aufschlägen. Weiße Hosen, schwarze Schuhe und Gamaschen. Schwarzer Raupenhelm mit hohem schwarzem Stutz vorn auf der Raupe, vorn gelbes Schild mit württembergischem Wappen. Weißes Lederzeug und schwarze Kartusche.
- 1813 Dunkelblaues Colett mit schwarzen Kragen, Achselklappen und Ärmelaufschlägen. Schwarzer Tschako mit Messingschild und ledernem Kinnriemen.
- 1814: Rock wie bisher, aber Kragen, Achselklappen und Ärmelaufschläge wieder rot
- 1817: Dienstrock in den Monaten November bis April eine königsblaue Kutka (bis ein Zoll oberhalb der Kniescheibe), in den Monaten Mai bis Oktober königsblauer Spenzer (bis an die Hüften), ohne Knöpfe, mit geschlossenem blauem Kragen, roten polnischen Ärmelaufschlägen und Tuchgürtel mit einer roten Einfassung. Eiserne Epauletten mit silbernem Halbmond und gelbem Futter aus Tuch mit weißer Kompanienummer. Schwarzes Halsband. Königsblaue, halbweite Hosen (im Sommer weiße Hosen und Gamaschen). Schwarzer Tschako aus Filz mit ledernem Deckel und schwarz-rote Kokarde. Schwarze Bundschuhe (ab 1820 kurze schwarze Gamaschen und Schuhe). Das Lederzeug (unter den Epauletten getragen) war weiß. Hellgrauer Mantel.
- 1821: Königsblaues Colett mit zwei Reihen silberner Knöpfen (mit Regimentsnummer) vorn, rotem geschlossenem Kragen und blauen polnischen Aufschlägen mit roter Biese. Blaue Hosen mit roter Biese.
- 1845: Tschako aus schafwollenem Filz mit Überzug aus blauem Tuch mit weißem Oberrand, ab 1846 mit königsblauem Busch.
- 1849: Einreihiger blauer Waffenrock mit weißen Knüpfen und rotem Kragen. Achselklappen mit Regimentsnummer.
- 1864: Dunkelblauer, rot gesäumter Rock mit zwei reihen Knöpfen, hinten vier Knöpfe, Ärmel mit roter Biese, Achselklappen mit Schulterwulst und blauer Regimentsnummer. Dunkelgraue Hosen. Dunkelblaue Mützen mit roter Biese. Die Epauletten entfallen, als Dienstgradabzeichen Sterne am Kragen, wie in Österreich.
- 1871: Auf den Achselklappen gelbe Nr. 122. Preußischer Helm (Pickelhaube) mit württembergischem Wappen und der Devise „Furchtlos und trew“
- 1874: Uniform nach preußischen Normen, jedoch weiterhin zweireihiger Waffenrock bis 1892.

### Fahne
1806 wurden dem Füsilier-Bataillon von Etzdorff zwei Fahnen verliehen: rot und blau quadrierte Seide mit goldenen Fransen an den Seiten(ca. 125 cm × 125 cm), auf der einen Seite das große württembergische Wappen auf gekröntem Wappenmantel, auf der anderen Seite der gekrönte Namenszug „F.R.“ Das II. Bataillon des Regiments erhielt zwei gleiche Fahnen. Diese Fahnen wurden wie alle württembergischen aus dem Russlandfeldzug 1812 zurückgebracht. Die nach dem Russlandfeldzug 1812 neu aufgestellten Regimenter erhielten durch Dekret vom 11. Februar 1813 zwei neue Fahnen je Bataillon aus dunkelblauer Seide mit gelben Fransen (ca. 125 cm × 125 cm), auf der Vorderseite das Monogramm FR mit Königskrone, auf der Rückseite das kleine königliche Wappen. Die alten wurden an das Zeughaus abgegeben. Wie bei allen Regimentern wurden am 4. Oktober 1818 die Fahnen durch Feldzeichen ersetzt, die durch Höchste Ordre vom 3. September 1851 wieder durch neue Fahnen ersetzt wurden. Jedes Bataillon erhielt eine Fahne aus burgunderrotem Tuch mit hellgrünen Fransen an allen Seiten. In der Mitte der einen Seite befand sich der gold-gelbe gekrönte Namenszug „W“, die andere Seite das von einem gelben Hirsch und einem schwarzen Löwen gehaltene württembergische Wappen, auf blauem Devisenband die Inschrift „Furchtlos und trew“ sowie das weiße Kreuz des Militärverdienstordens.
Das Füsilier-Bataillon erhielt am 2. Dezember 1874 seine Fahne. Sie war wie die Fahnen von 1851, jedoch ohne Fransen und mit dem gekrönten Namenszug „K“. Sie wurde 1900 durch eine gleiche ersetzt, jedoch mit dem gekrönten Namenszug „W“.
Das IV. Bataillon erhielt am 3. Dezember 1894 seine Fahne. Sie entsprach der des Füsilier-Bataillons von 1851, blieb bei der Abgabe des Bataillons beim Regiment und wurde vom I. Bataillon als zweite Fahne mitgeführt.

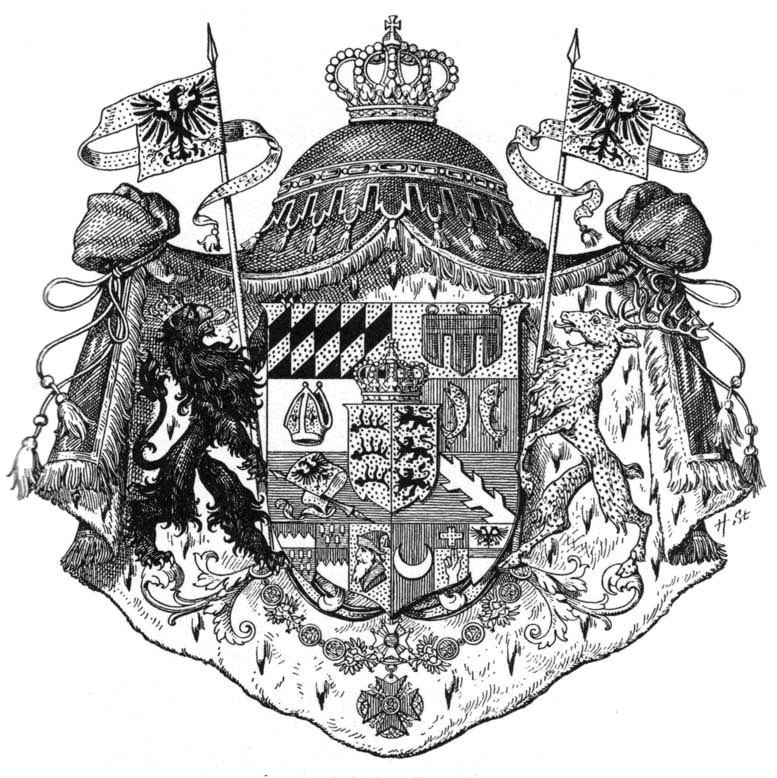
Großes Wappen König Friedrichs
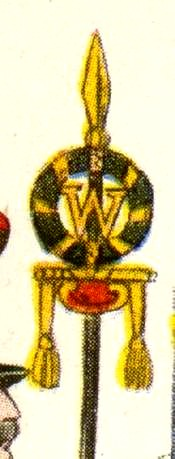
Württembergisches Feldzeichen 1818
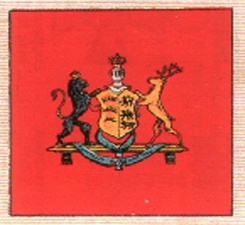
Württembergische Fahne

## Sonstiges
- 1900 errang die 3. Kompanie, 1905 die 2. Kompanie den Königspreis.

### Personen im Regiment
à la suite:
- 10. November 1906  General der Infanterie Heinrich Pergler von Perglas (Konteradmiral der k.u.k. österreichisch-ungarischen Kriegsmarine)
- 7. September 1909  General der Infanterie Erzherzog Friedrich von Österreich
- 7. September 1909  General der Infanterie Erzherzog Franz Ferdinand von Österreich
- 25. Februar 1913  Generaloberst Otto von Marchtaler (1906–1918 württembergischer Kriegsminister)

1835 kam Heinrich Michael Edelmann als Unterleutnant ins Regiment.
Am 15. Mai 1915 kam Heinrich Eberbach als Leutnant ins Regiment.

## Verweise